# Шаховской, Фёдор Иванович
Князь Фёдор Ива́нович Шаховско́й (ум. 1707) — патриарший стольник, рында, дворянин московский, стряпчий, царский стольник, окольничий и воевода во времена правления Михаила Фёдоровича, Алексея Михайловича, Фёдора Алексеевича, правительницы Софьи Алексеевны, Ивана V и Петра I Алексеевичей.
Представитель княжеского рода Шаховских. Старший сын воеводы князя Ивана Фёдоровича «Меньшого» Шаховского. Младший брат — стольник князь Алексей Иванович Шаховской.

## Биография
В 1631 году  зачислен стольником ко двору патриарха Московского и всея Руси Филарета. В 1634 году после смерти патриарха, внесён в списки московских дворян, получив денежный и поместный оклад.
В 1642 году находился на службе в Туле под командованием боярина князя Алексея Никитича Трубецкого. 13 февраля 1655 году пожалован в стряпчие, а в декабре 1659 года назначен царским стольником.
В чине стольника князь Ф. И. Шаховской на службу при царском дворе, стоял рындой при представлении иностранных послов, «смотрел в столы» во время торжественных царских обедов, ездил с царем по монастырям и подмосковным селам. В мае 1660 года двенадцатый стольник для ношения пития грузинскому и имеретинскому послам за государевым столом в Грановитой палате. В 1665 году пожалован за службы придачей к поместному окладу в 139 четвертей земли и 9 рублей. В 1667-1668 годах вместе с Государём в походах, за что вновь пожалован придачей к поместному окладу 100 четвертей земли и 12 рублей.
В 1669 году назначен вторым вторым воеводой в Смоленск. В 1675 году он находился под командованием боярина князя Ю. А. Долгорукова в Севске, охраняя южнорусские «украины» от набегов крымских татар, за что пожалован поместным окладом в 100 четвертей земли и 12 рублей.
28 апреля 1676 года отправлен вторым воеводой в Псков. В 1680 году князь Фёдор Шаховской отправлен в Алатырь, Курмыш и другие низовые города, чтобы «разбирать государевых ратных людей и верстать их поместным и денежным окладом».
В мае 1682 года упоминается шестым в чине погребения царя Фёдора Алексеевича в Архангельском соборе с бояриным Одоевским. 26 сентября 1683 года правительница Софья Алексеевна пожаловала князя Фёдора Шаховского в окольничие. В январе 1684 года ехал перед государём Иваном V Алексеевичем для становления станов в Савин монастырь. В 1684—1685 годах находился на воеводстве в Великих Луках, откуда в 1685 году был отозван в Москву. В этом же году ехал перед государями для становления станов в богомольном походе в Воскресенский и Троице-Сергиев монастырь и в этом же году за службы пожалован придачей к окладу 140 рублей.
В 1687 году князь Фёдор Иванович Шаховской служил воеводой в Чернигове. В сентябре 1690 года назначен судьёю Расправной палаты и в этом же году ездил перед государём для становления станов в Савин монастырь. В 1700 году  вошел в состав комиссии, заседавшей в Ответной палате, учрежденной Петром Великим для составления нового Уложения. В том же 1700 году царь включил князя Ф. И. Шаховского в состав посольства, готовившегося к отправлению в Швецию. Но дипломатические переговоры, которые должны были устранить враждебные отношения между Россией и Швецией, не состоялись. Началась Великая Северная война.
При Иване V и Петре I тринадцатый, а в 1703 году показан вторым в окольничьих.
В дальнейшем князь Ф. И. Шаховской из-за старости не исполнял никаких более или менее важных поручений. Год смерти князя неизвестен.

## Дети
- Князь Андрей Фёдорович Шаховский (? — 1705) — первый генерал-квартирмейстер Русской армии, назначенный императором Петром I в феврале 1702 года.
- Князь Юрий Фёдорович Шаховской — комнатный стольник.
- Князь Афанасий Фёдорович Шаховской — стольник царицы Прасковьи Фёдоровны (1687), после пожалован в царские стольники.